# L'estinzione di un colloquio amoroso
L'estinzione di un colloquio amoroso è un album di Massimo Zamboni, pubblicato nel 2010.
Il titolo dell'album è una citazione del saggio di Roland Barthes Frammenti di un discorso amoroso, libro che ispirò i CCCP Fedeli alla linea nella scrittura del singolo Mi ami?.
Il disco, pubblicato su CD, è abbinato ad un libro di 36 pagine, scritto dallo stesso Zamboni.

## Tracce
1. Casco in volo
2. Un'ansia laica
3. Risplenderai
4. A ritroso
5. Ondula

## Musicisti
- Massimo Zamboni: voce, chitarre, programmazioni
- Cristiano Roversi: stick, basso, tastiere, programmazioni
- Gigi Cavalli Cocchi: ritmiche
- Erik Montanari: chitarre